# Lucius Manlius Torquatus
Pour les articles homonymes, voir Manlius Torquatus.
Lucius Manlius Torquatus est un homme politique romain.
En 65 av. J.-C., il est élu consul.
Lors de la conjuration de Catilina, il soutient Cicéron. En 48 av. J.-C., il est capturé par César, puis exécuté en 47 av. J.-C.